# Moïse Kisling
Pour les articles homonymes, voir Kisling.
Moïse Kisling, né le 22 janvier 1891 à Cracovie (Pologne) et mort le 29 avril 1953 à Sanary-sur-Mer (Var), est un peintre français d'origine polonaise, rattaché à l'École de Paris.

## Biographie
Issu d’une famille modeste, Moïse Kisling suit des études dans à l’École des beaux-arts dans sa ville natale de Cracovie, alors occupée par l'Autriche. Son professeur Józef Pankiewicz, admirateur de Renoir et de Cézanne, possède un atelier à Paris, rue Bonaparte, et retrouve régulièrement son ami Pierre Bonnard à Saint Tropez. C'est lui qui l'encourage à se rendre en France. En 1910, à 19 ans, Kisling rejoint Paris et il découvre la vie de bohème artistique de Montmartre et Montparnasse. Il se lie alors avec Amedeo Modigliani (qui sera son grand ami), Georges Braque et Max Jacob.
En 1911, il voyage avec des amis polonais en Bretagne et découvre l'École de Pont-Aven. Il fait alors la rencontre de son ami le poète André Salmon. Un an plus tard, il séjourne à Céret où il retrouve Picasso, Juan Gris et Max Jacob. Il se lie avec Chaïm Soutine et Jean Cocteau.
En 1914 il expose à Prague avec Braque, Picasso et Derain. Il se bat en duel au sabre avec le peintre Adolph Gottlieb.
Pendant la Première Guerre mondiale, il s’engage dans la Légion étrangère où il retrouve le poète hollandais Fritz-René Vanderpyl (dont il fera un jour le portrait) et Blaise Cendrars qui devient son ami. Sérieusement blessé lors de la bataille de l'Artois, il est hospitalisé plus d’un mois. Cela lui vaudra la citoyenneté française.
En 1917 il voyage en Espagne, fréquente la salle Huyghens où il expose. Il se marie le 21 août avec Renée Gros, fille du commandant de la Garde républicaine. Max Jacob, André Salmon et Georges Gorvel sont témoins . Il voyage à Londres.
Dès son installation en 1912, son atelier à côté du jardin du Luxembourg, rue Joseph Bara devient un lieu de rencontre très animé pour de nombreux artistes novateurs attirés par sa générosité et son appétit de vivre. Son influence sociale lui octroie le titre de « prince de Montparnasse ».
Modigliani le peint plusieurs fois : Portrait de Moïse Kisling (1915) et Moïse Kisling (1916). Il fait également le portrait de son épouse : Madame Kisling. Moïse peint de nombreux portraits de Modigliani, avant sa disparition en 1920. Il a également peint Kiki de Montparnasse a de nombreuses reprises.
En 1918, Kisling fait un long séjour dans le Midi. Sa situation matérielle est difficile dans cette période de guerre.
En 1919, la galerie Druet lui consacre sa première exposition. C'est une consecration. Le peintre devient célèbre et se libère de ses préoccupations financières. Il participe ensuite à de nombreuses expositions à l'étranger ainsi qu'à la plupart des salons parisiens.
Durant la Seconde Guerre mondiale, fuyant les persécutions antisémites en France, il part se réfugier à Lisbonne puis à New York. En 1943, il rencontre à Los Angeles la comédienne Michèle Morgan, dont il fait un portrait, développant chez cette dernière un intérêt pour la peinture. Son art est apprécié du grand public américain et il expose de nombreuses fois, notamment au Whitney Museum à New York.
Peu après la guerre et de retour d’un exil de plusieurs années aux Etats-Unis loin de sa famille, le peintre s’installe à Sanary-sur-Mer dans la villa qu’il avait fait construire à la fin de la décennie précédente. À partir des années 1920, plusieurs séjours dans cette petite cité balnéaire du Var avaient décidé le couple à progressivement y élire domicile. Kisling a aussi résidé à Gassin, près de Saint-Tropez, où naquit l'un de ses fils,, et en Bretagne, dans la villa de Creis près du village de Plougasnou[réf. nécessaire].

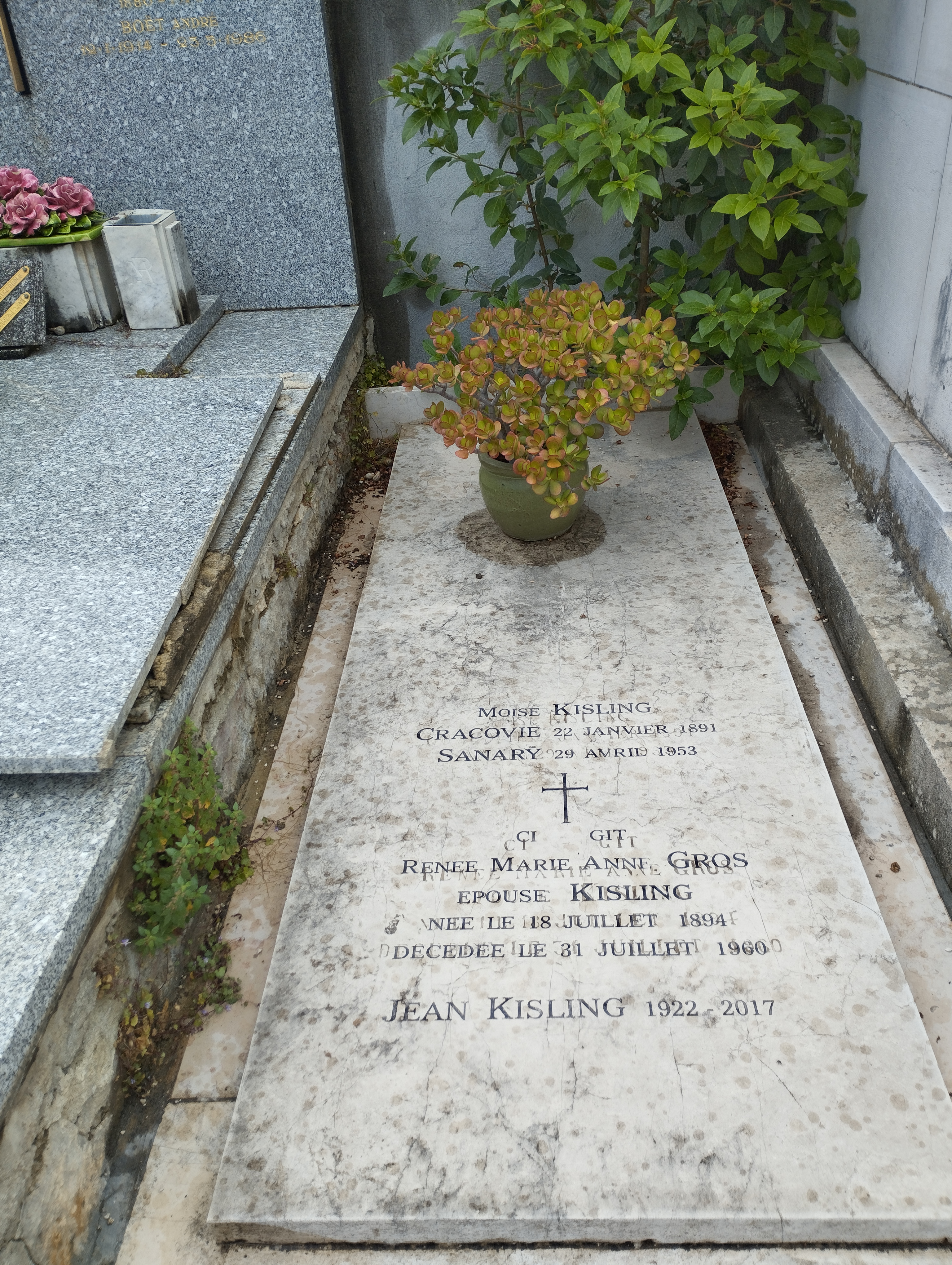
Tombe de Kisling au cimetière de la Guicharde de Sanary-sur-Mer.

Très apprécié par un large public de son vivant, le travail de Kisling est officiellement reconnu avec sa promotion au grade d'officier de la Légion d'honneur en 1950. Il s'éteint en 1953 à Sanary-sur-Mer, après avoir présenté sa dernière exposition à Cagnes-sur-Mer. Il est enterré au cimetière de la Guicharde de Sanary-sur-Mer.

## Style artistique
Son style, en constante évolution est imprégné des oeuvres d’artistes français. L'ensemble de ses créations comprenne des portraits, des nus féminins, des natures mortes, et des paysages. Ce sont ses nus féminins et ses portraits qui lui vaullent une grande renommée. Quand, il commence la peinture, il est imprégné de l'influence de Paul Cézanne et du cubisme. Par la suite, il a un intérêt profond pour la peinture classique italienne et flamande. Progressivement, ses peintures s'inscrivent dans le retour à la figuration des années 20. Il déploie dans ses oeuvres son goût pour les palettes vives.

Loin de se laisser enfermer dans un quelconque dogme, Kisling puise son inspiration dans une diversité artistique : Derain, Modigliani, voire Matisse, Renoir, ou encore Ingres. Cette variété d'influences se concentre toutefois en une « nouvelle volonté expressive », propre à Kisling, selon l'historien d'art Itzhak Golberg. 

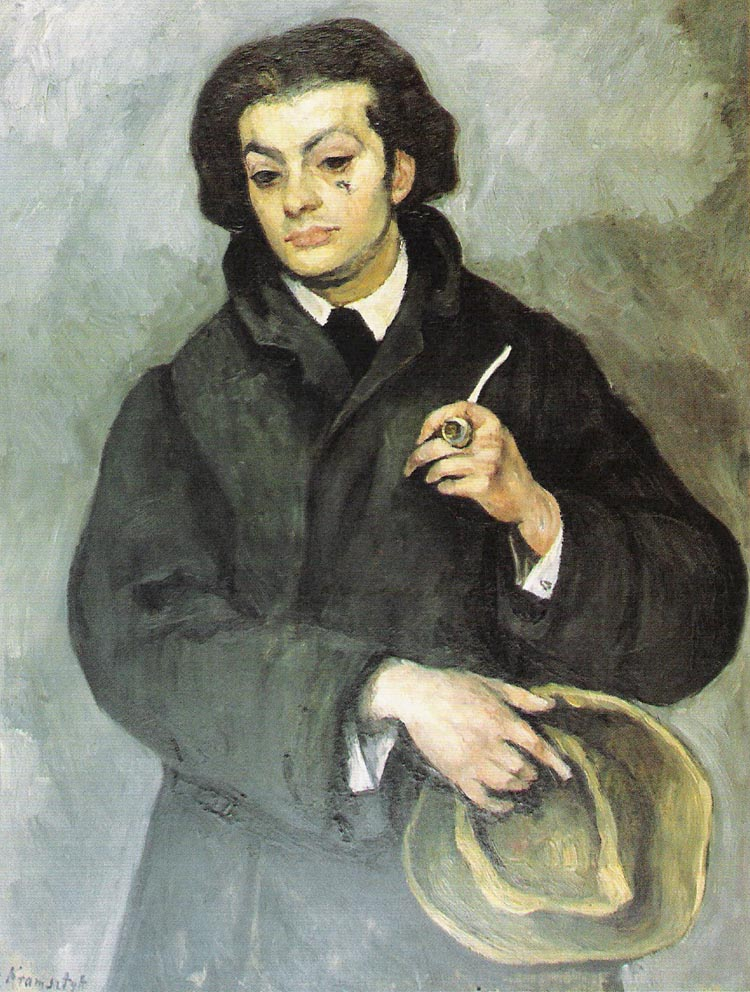
Roman Kramsztyk (1913)
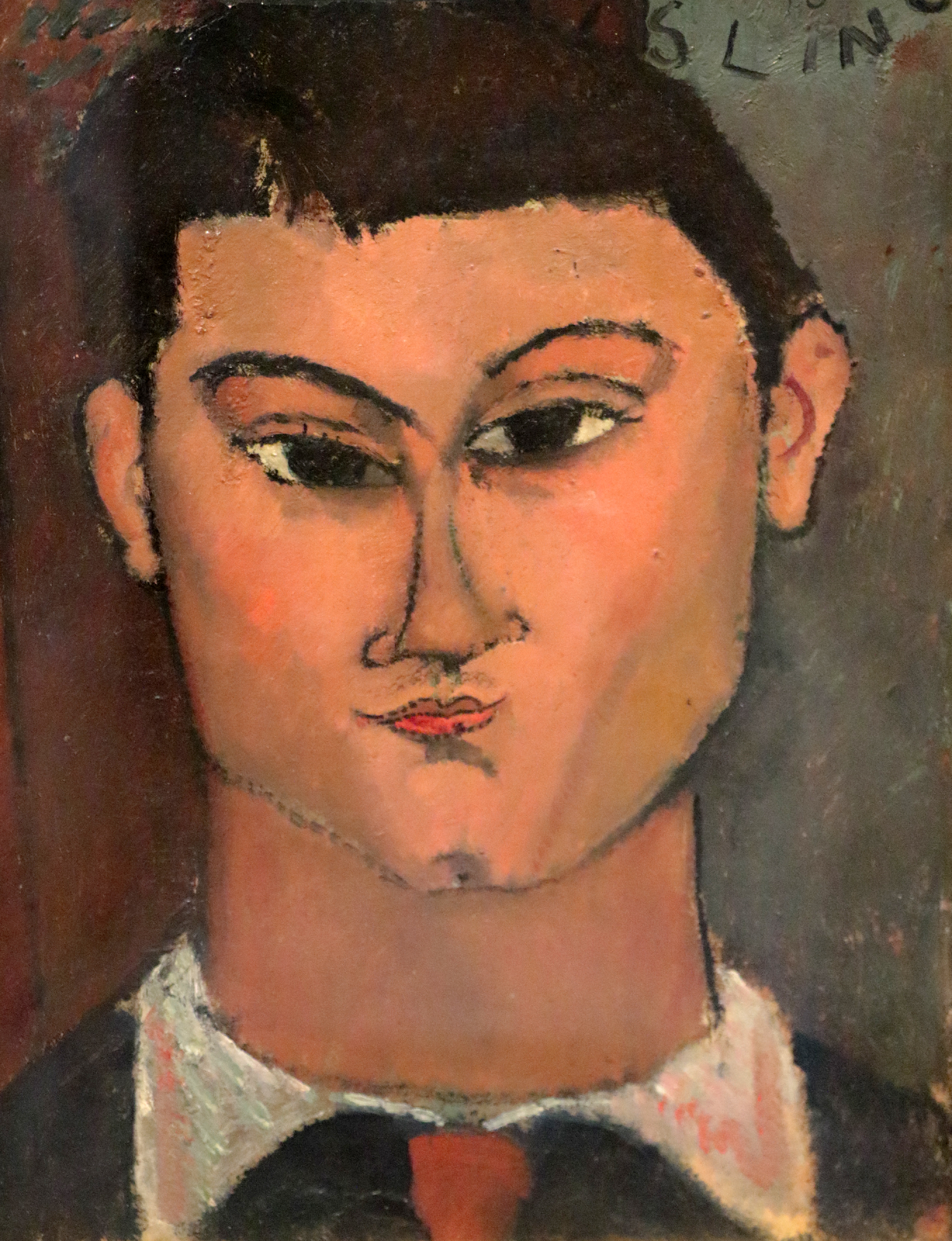
Amedeo Modigliani (1915)
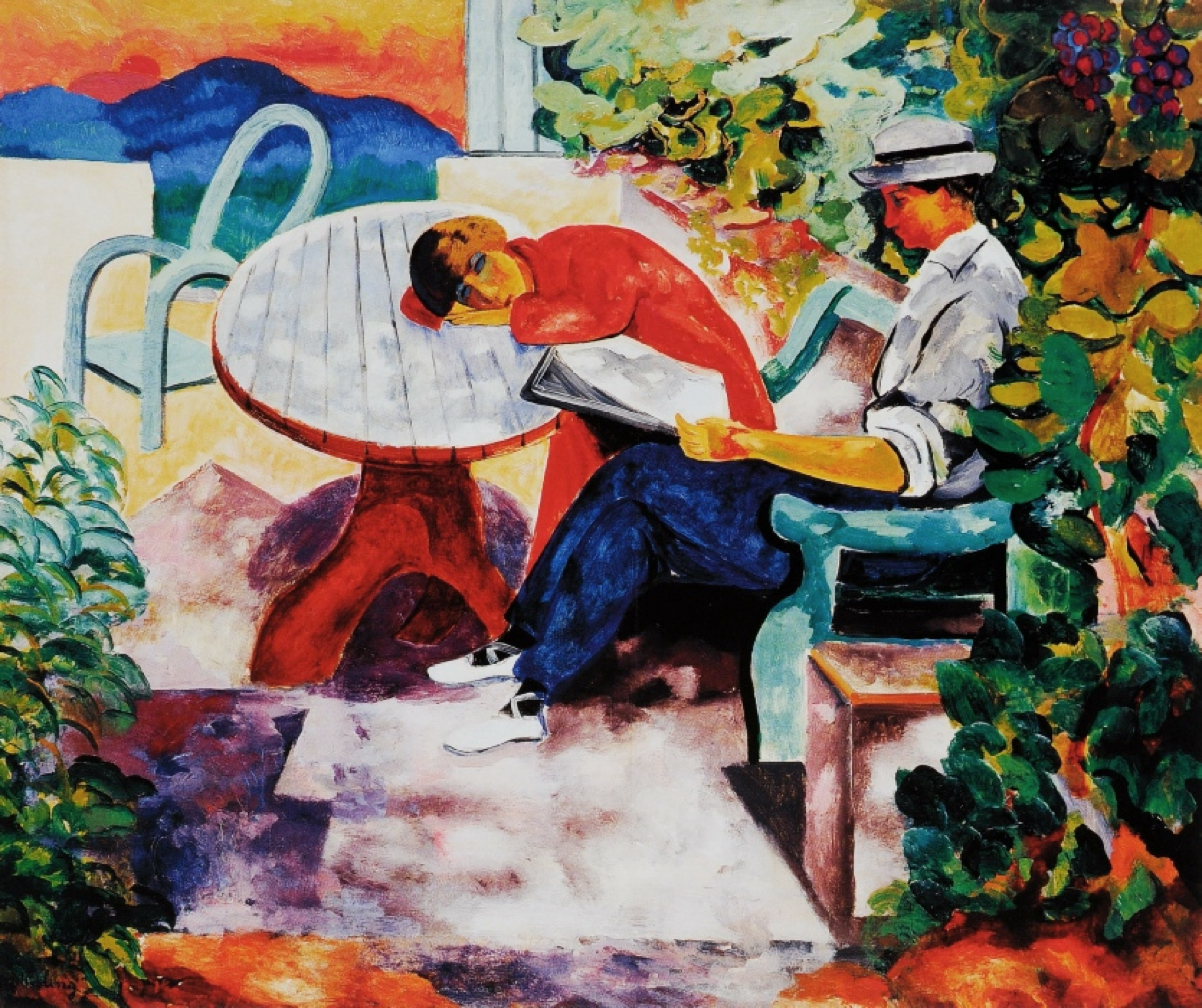
La Sieste à Saint-Tropez, Kisling avec Renée (1916)
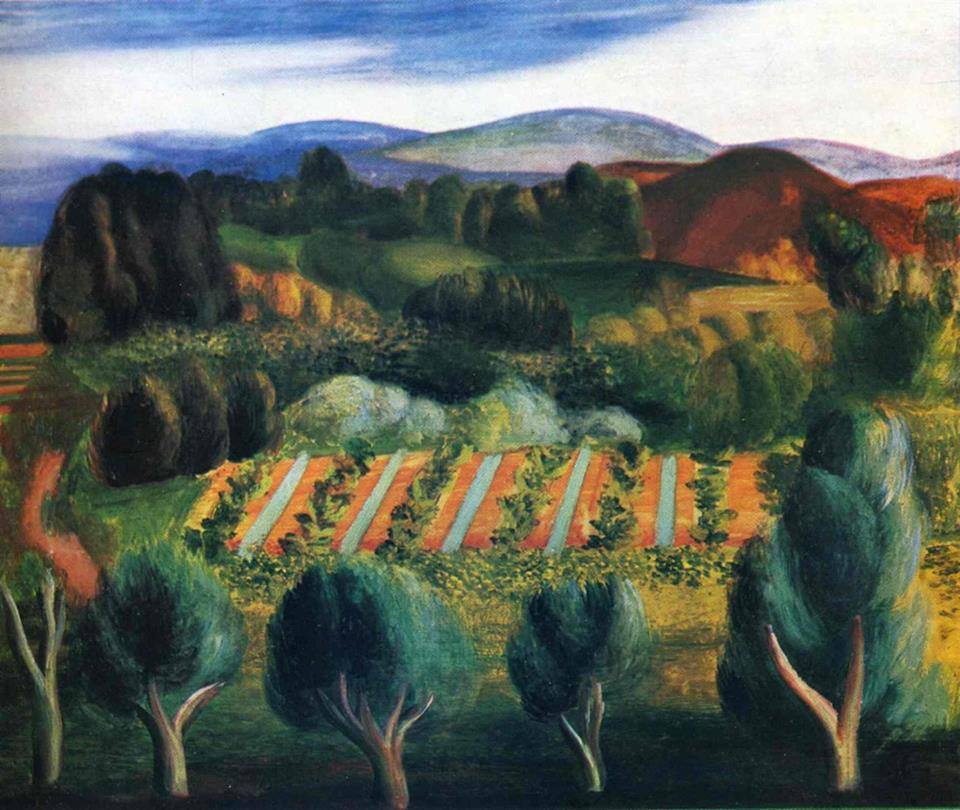
Provence
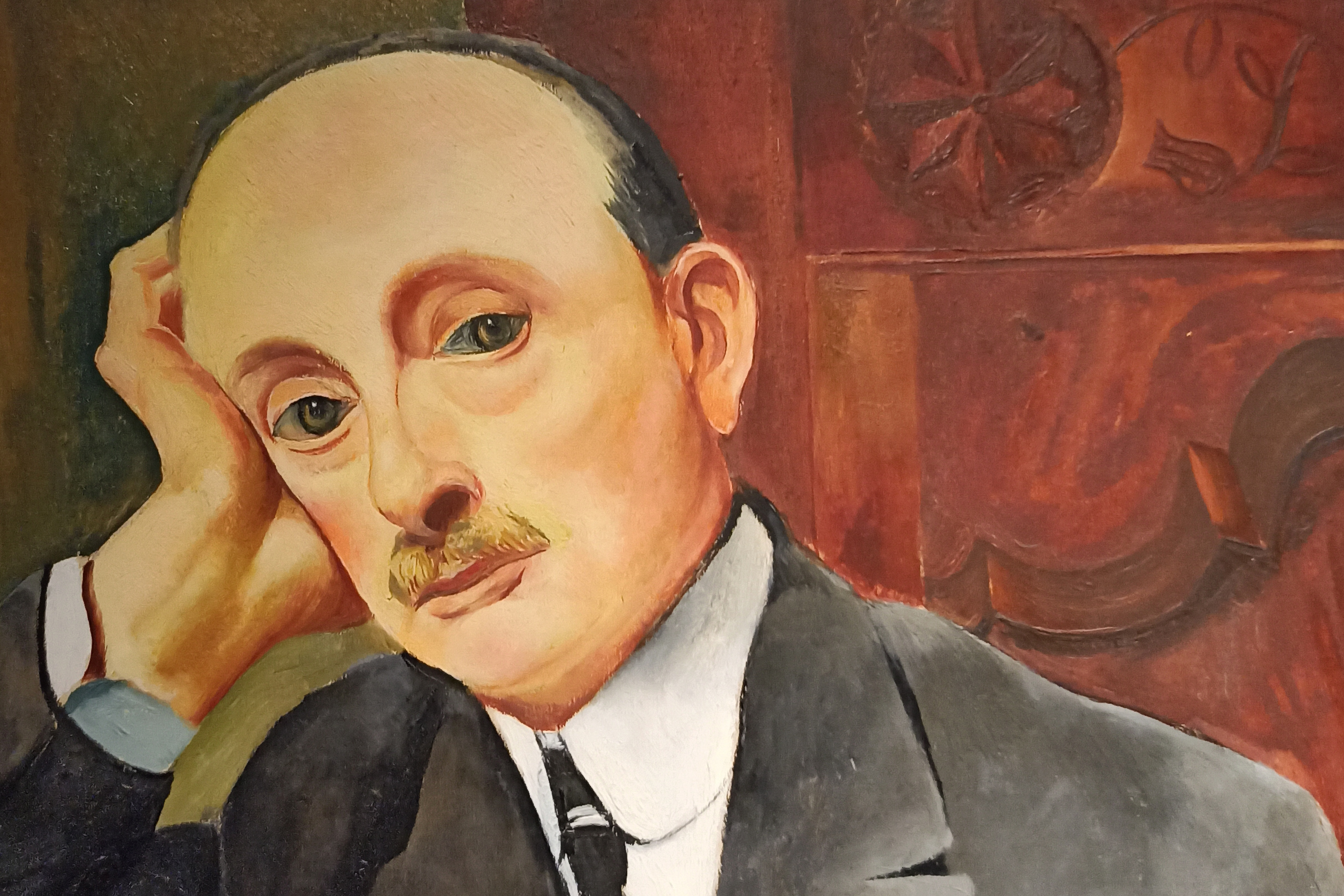
Jonas Netter (1920)
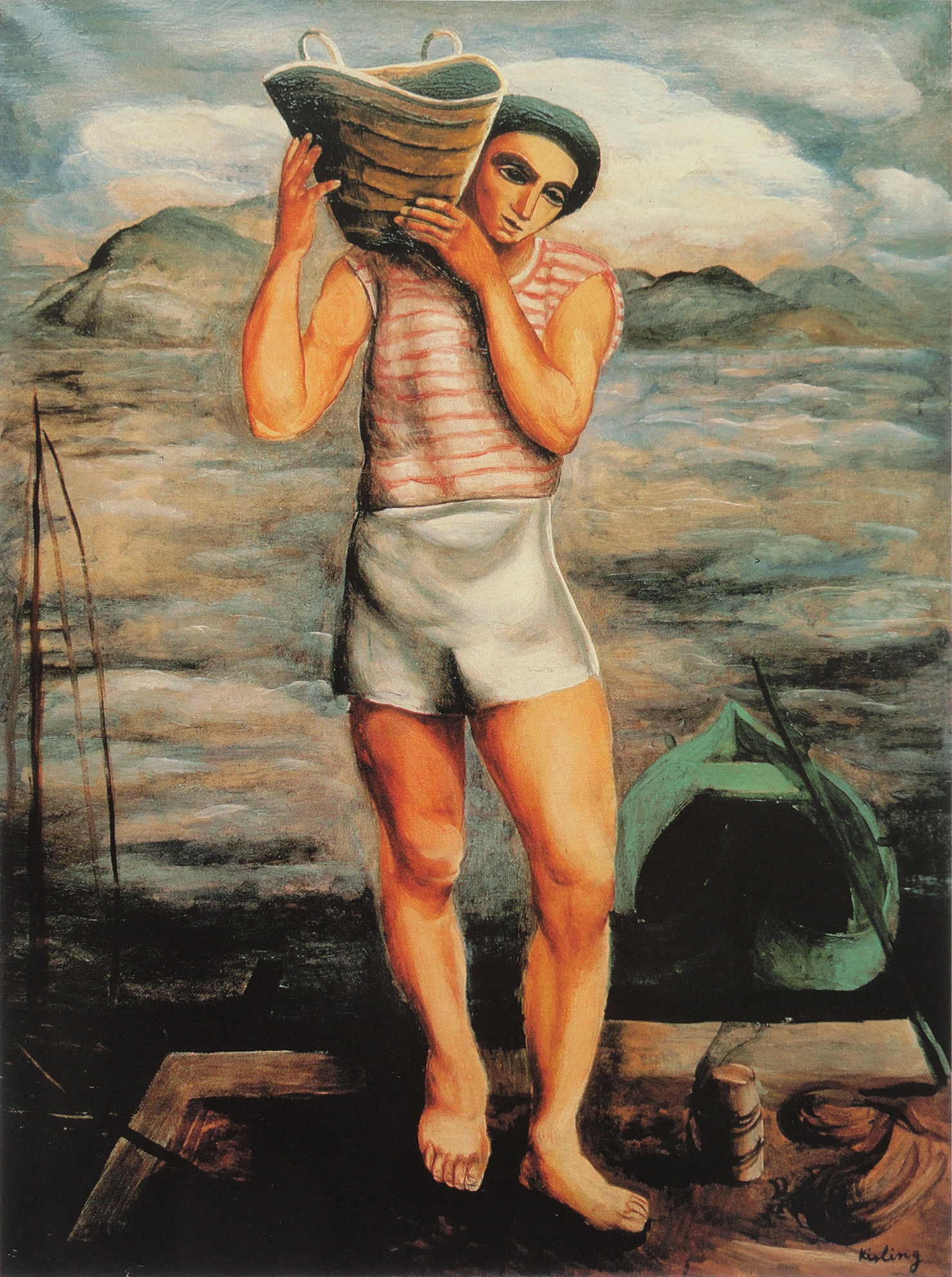
Le pêcheur (1920)
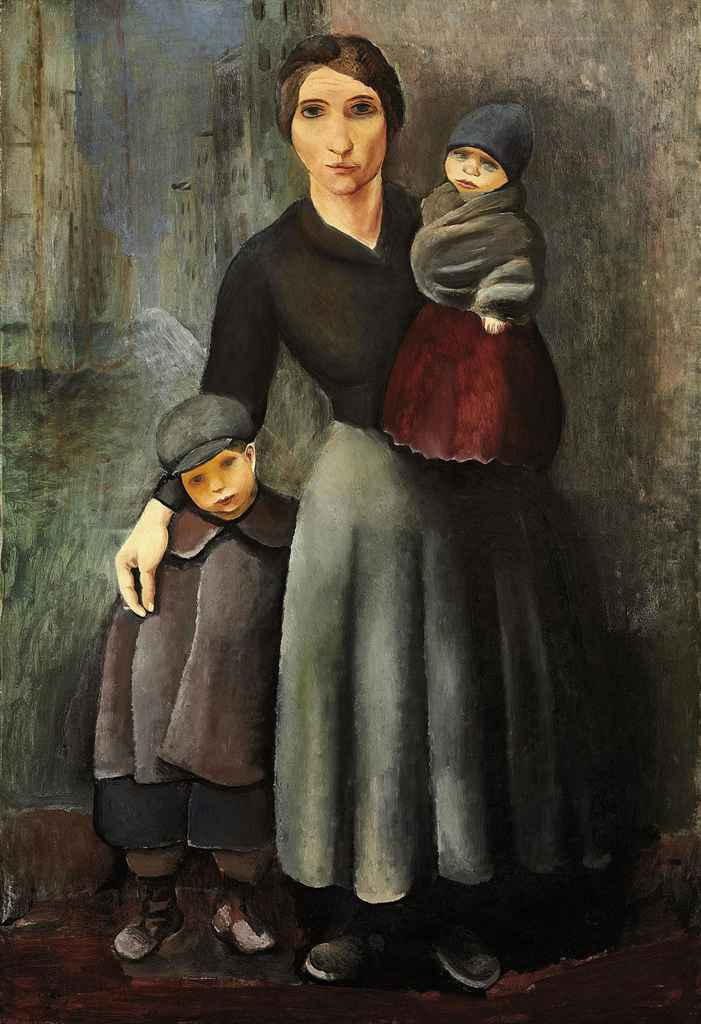
La Mère et ses enfants
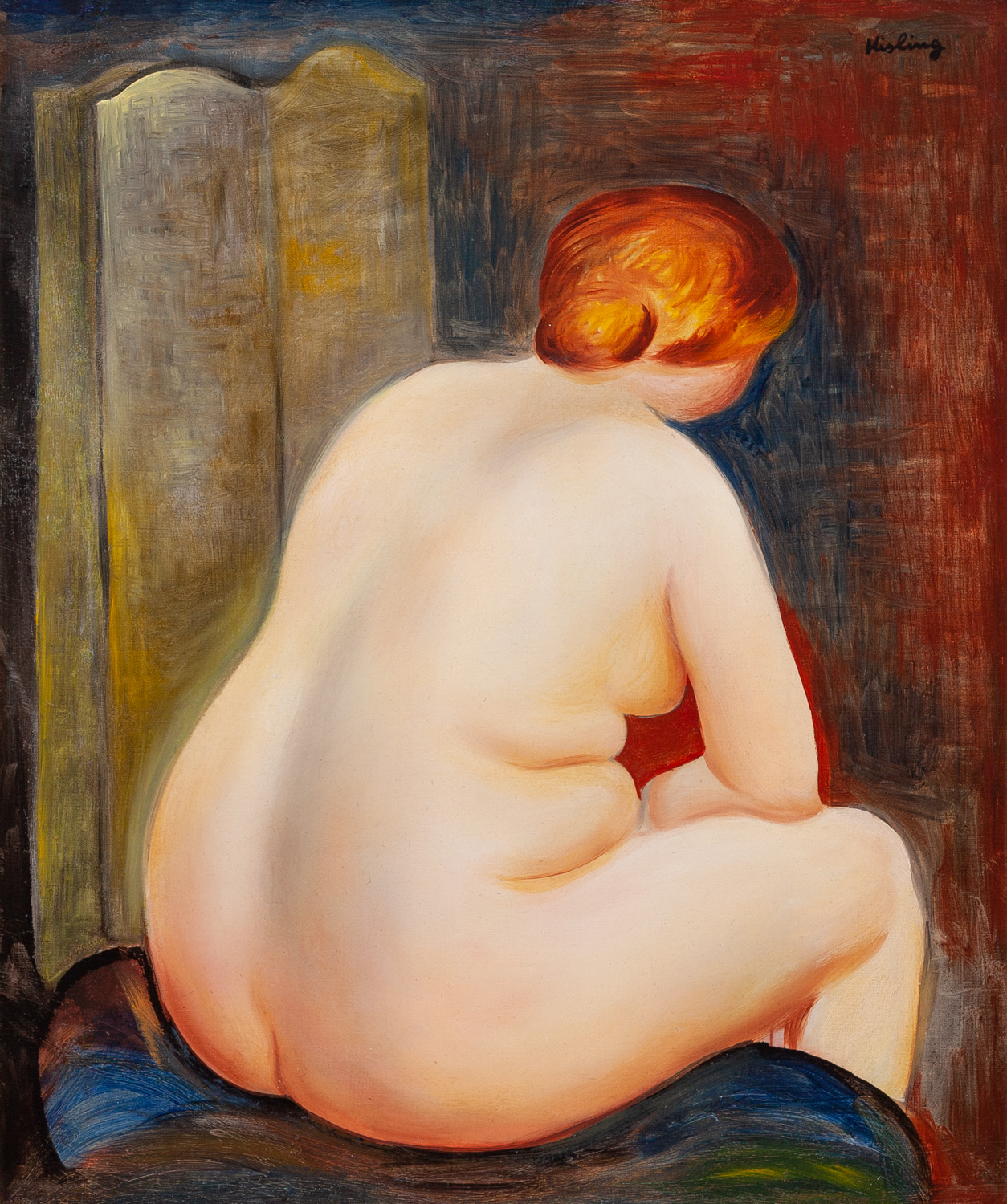
Kiki de Montparnasse
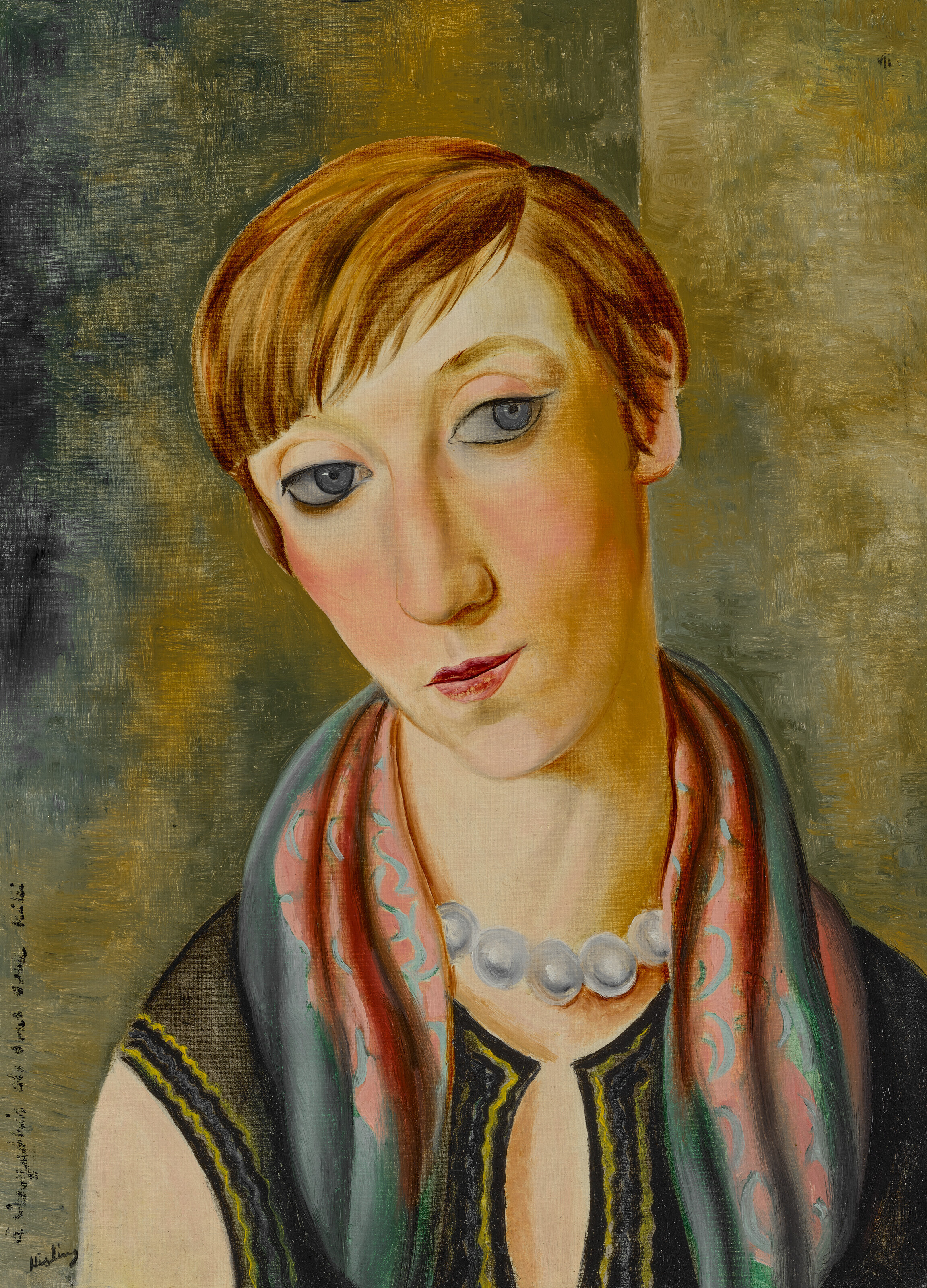
Renée Kisling
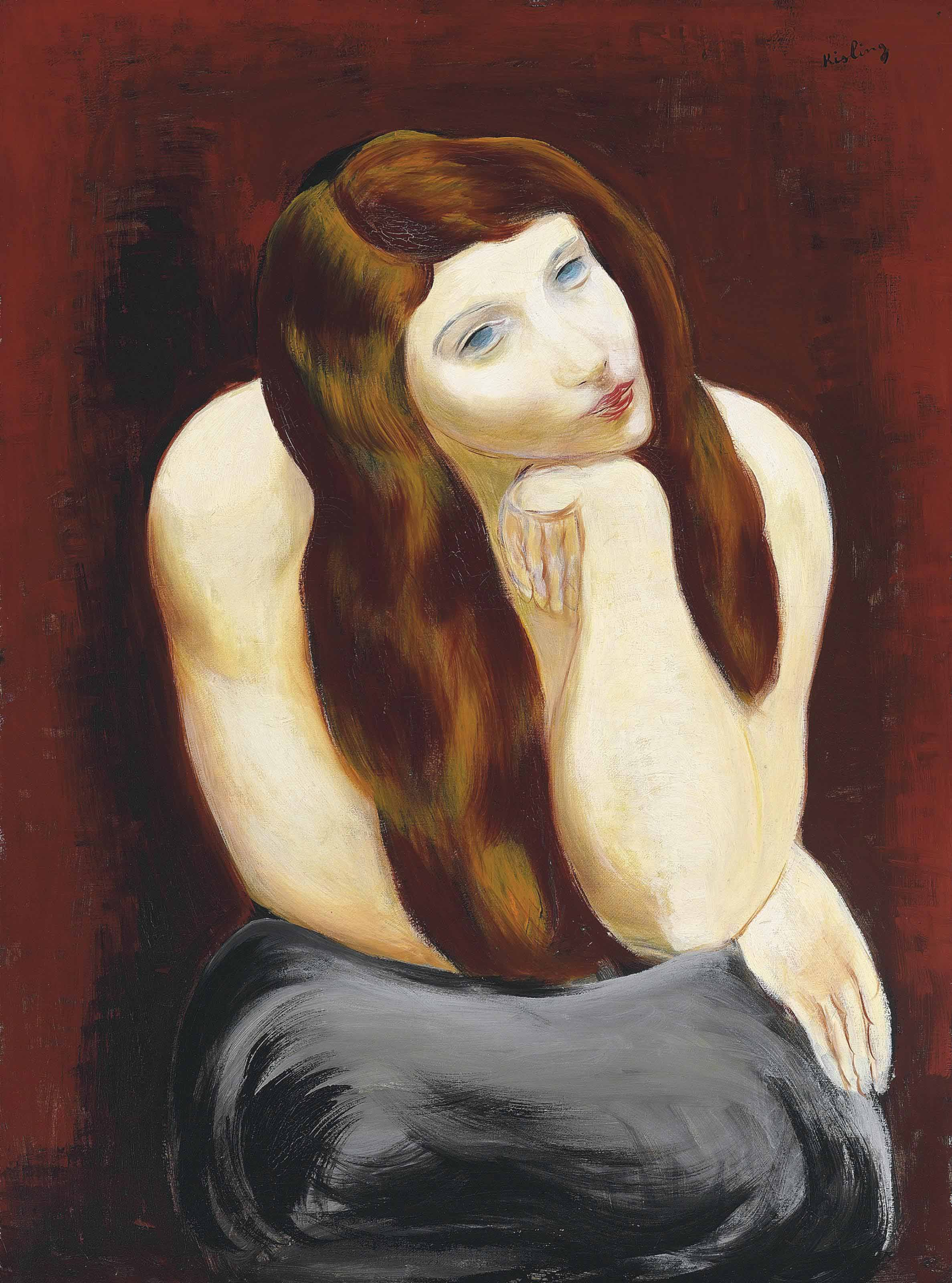
Jeune fille assise

## Œuvres dans les collections publiques
Aux États-Unis
- Cambridge, musées d'art de Harvard :
  - Portait d'enfant, huile sur toile[10] ;
  - Autoportrait, vers 1911-1920, huile sur toile[11].
- New York :
  - Metropolitan Museum of Art :
    - Garçon en bleu, vers 1929, huile sur toile[12] ;
    - André Derain, 1921, huile sur toile[13].

  - Brooklyn Museum : Portrait d'Abraham Walkowitz, vers 1944, huile sur toile[14].
- Philadelphie, Philadelphia Museum of Art :
  - Central Park, New York City, 1941, huile sur toile[15] ;
  - Paysage (Femme à la jarre), vers 1924-1926, huile sur toile[16].

En France
- Béziers, Musée des Beaux-Arts de Béziers : 
  - Bouquet de marguerites, huile sur toile.
  - Nu blond debout, huile sur toile.

- Clermont-Ferrand, Musée d'art Roger-Quilliot
- Guéret, musée de la Sénatorerie : Portrait de femme.
- Libourne, Musée des Beaux-Arts : La Délaissée, début du 20e siècle, huile sur toile
- Paris, musée national d'Art moderne :
  - Paysage de Saint-Tropez, 1918, huile sur toile[17] ;
  - Femme au châle polonais, 1928, huile sur toile[18] ;
  - Nature morte aux fruits, 1953, huile sur toile[19].
- Paris, Musée d'art moderne de la ville de Paris :
  - Nu au canapé rouge, 1937, huile sur toile[20] ;
  - Portrait de Madame A., 1944, huile sur toile[21] ;
  - Bouquet de mimosas, 1946, huile sur toile[22].
- Toulon, musée d'art de Toulon : Le Port de Toulon, 1937, huile sur toile.

En Suisse
- Genève, Petit Palais :
  - Nu assis, 1927, huile sur toile ;
  - Jean Cocteau, 1916, huile sur toile ;
  -  Marseille l'hôtel de ville , 1940 , huile sur toile[23] ;
  - Autoportrait , 1944, huile sur toile ;
  - Les Enfants de Jacques, huile sur toile.

À Taïwan
- Taïnan, Chimei Museum : Kiki de Montparnasse, 1924, huile sur toile[24].

## Expositions
- Galerie Jean Pascaud, (Paris), avec Jacques Henri Lartigue, Paul Colin, Marie Laurencin, Henri Lebasque et Marcel Roche[25],[26]., du 14 au 29 novembre 1934.
- "Les dernières œuvres de Kisling", Musée du Vieux Marseille (Marseille), du 13 au 30 septembre 1953.
- "Moïse Kisling", Musée de Lodève, (Lodève), du 14 juin au 2 novembre 2008[4].
- "Kisling, Grande Figure de l'École de Paris", Tokyo Metropolitan Teien Art Museum, (Tokyo), du 20 avril au 7 juillet 2019[27].